# Topo El Valle
El Topo El Valle, (10°20′13″N 67°16′33″O / 10.336807, -67.275885) es una formación de montaña ubicada al norte de La Victoria y al oeste de la Colonia Tovar, Venezuela. A 1674 m s. n. m. el Topo El Valle está entre las montañas más elevadas del municipio Ribas en el Estado Aragua. El Topo El Valle es continuación sur del Topo Carrizalito formando la principal fila del sector Cueva de Perico entre las ciudad de El Consejo y la Colonia Tovar.